# (32165) 2000 NY5
2000 أن واي 5 (ويعرف أيضًا باسم (32165) 2000 أن واي 5 وفق تسمية الكوكب الصغير) (بالإنجليزية: 2000 NY5)‏ هو كويكب ضمن حزام الكويكبات؛ وترتيبه 32165 من حيث الاكتشاف.
اكتُشف هذا الجُرم الفلكي بواسطة غاري هغ في 9 يوليو 2000.

## وصلات خارجية
- (32165) 2000 NY5 في قاعدة بيانات مختبر الدفع النفاث لأجرام النظام الشمسي الصغيرة

- الاكتشاف · مخطط المدار ·  العناصر المدارية · المعلمات المادية

- (32165) 2000 NY5 على موقع ويكي سكاي: DSS2, SDSS, GALEX, IRAS, Hydrogen α, X-Ray, Astrophoto, Sky Map, Articles and images